# Brunsidig pipare
Brunsidig pipare (Erythrogonys cinctus) är en australisk fågel i familjen pipare inom ordningen vadarfåglar.

## Utseende

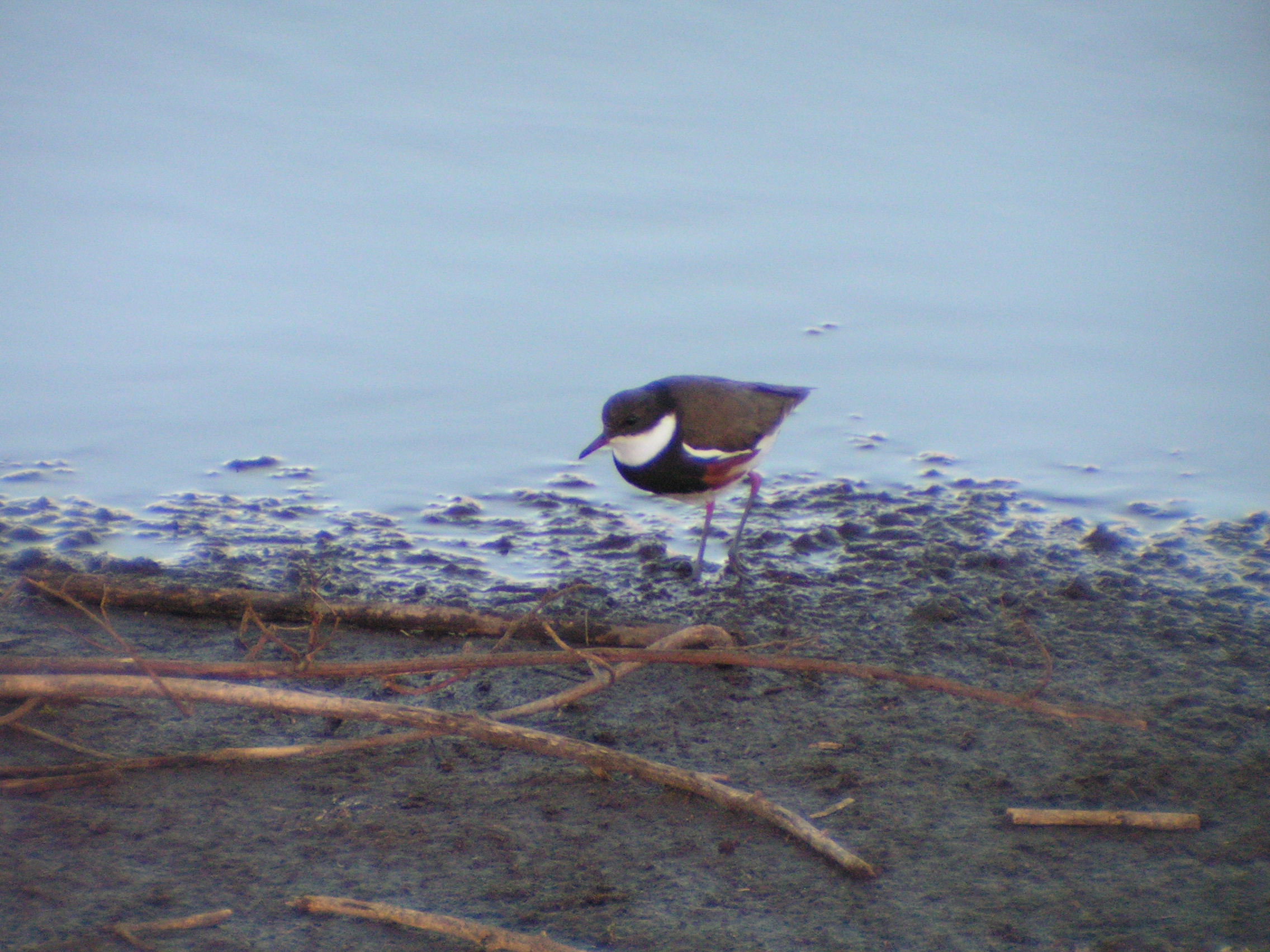
Brunsidig pipare

Brunsidig pipare är en långbent medelstor pipare med en längd på 17–20 centimeter och en vingbredd på 33–38 centimeter. Adulta fåglar är distinkt tecknade i svart, brunt, rött och vitt. Den har en svart hätta, som går ned nedanför ögat och som i nacken övergår i den gråbruna ryggen. Strupen och nedre delen av kinden är vita. Ett brett svart band på bröstet övergår mot kroppssidan till ett kastanjefärgat streck. Buk och undergump är vita. Ovansidan av vingen är svart med vit bakkant. Övre delen av benet är rött, liksom näbben fast spetsen är svart.

## Utbredning och systematik
Arten förekommer i Australien, södra Nya Guinea och Indonesien, men har även påträffats i Nya Zeeland och Palau.
Brunsidig pipare beskrevs av Gould 1838 och placeras som enda art i släktet Erythrogonys. Den behandlas som monotypisk, det vill säga att den inte delas in i några underarter. DNA-studier visar att den utgör en helt egen utvecklingslinje, systerart till en grupp bestående av australiska inlandspiparen, nyzeelängska arten snednäbb och ett antal arter tidigare placerade i Charadrius men som lyfts in i snednäbbens släkte Anarhynchus.

## Levnadssätt
Arten uppträder ofta i flockar, både artrena och med andra vadare, även under häckningsperioden. Den förekommer främst i utkanten av grunda våtmarksområden, ibland även vid sälta. Den lever av mindre ryggradslösa djur som leddjur, blötdjur, ringmaskar men även frön.

### Häckning
Fågeln häckar vanligtvis mellan juli-augusti och december-januari parvis eller i lösa kolonier med upp till 30 bon. Den häckar utmed kusten eller på småöar, gärna bland tät vegetation på sand, fuktig jord eller lera och regelbundet tillsammans med australisk styltlöpare (Himantopus leucocephalus), australisk skärfläcka (Recurvirostra novaehollandiae) och gråhuvad dopping (Poliocephalus poliocephalus). I boet som är en sparsamt fodrad grop i marken läggs i genomsnitt fyra ägg som ruvas av båda könen. Arten misslyckas ofta med häckningen till följd av störningar från människan, predation från införda däggdjur eller australisk korp (Corvus coronoides) eller att boet trampats sönder av boskap.

## Status och hot
Arten har ett stort utbredningsområde och en stor population med stabil utveckling, och bedöms inte vara utsatt för något substantiellt hot. Utifrån dessa kriterier kategoriserar internationella naturvårdsunionen IUCN arten som livskraftig (LC).

## Namn
Fågeln har på svenska även kallats brunflankad pipare.